# Gustav Hellberg
Gustav Hellberg, född 1967 i Stockholm, är en svensk konstnär bosatt i Berlin. Hellberg är utbildad vid Kungliga Konsthögskolan samt Hochschule der Künste Berlin.
Gustav Hellbergs konstnärskap utgår från det offentliga rummet. Hans arbete består ofta av temporära installationer eller "situationer", som konstnären själv kallar det, på en offentlig plats. Parallellt med denna verksamhet har Hellberg presenterat installationer och skulpturer, som visats internationellt på museer och gallerier. 
I sina arbeten betraktar och bearbetar Hellberg sin omvärld genom att förskjuta den reella visuella situationen. På så vis försöker han att stimulera betraktarens uppfattning av förbisedda, alldagliga situationer i omvärlden. I många arbeten är ägande och tillåtelse att tillträda ett centralt ämne. 
Vid sidan av sitt konstnärliga arbete deltar Gustav Hellberg i debatter om konst i det sociala och offentliga rummet samt i frågor kring samhällsplanering. Hellberg undervisar som gästlärare bland annat på Akademin Valand. 

## Kända verk
- Blinka Malmö stadsbibliotek, Malmö 2002
- Pulsing Path, Madrid 2006
- Solution, Göteborg 2010
- Obstruction, Malmö 2010
- Alien 2014

## Viktiga utställningar
- Flaneur, Raid Projects, Los Angeles 2007
- Arnstedt & Kullgren, Båstad 2008
- Anderson Sandström, Stockholm 2008
- Dunkers Kulturhus 2009
- Malmö Konstmuseum 2009
- Hamish Morrison Galerie, Berlin 2010
- EMAF, Osnabrück 2012
- Unsere Kunst - Eure Kunst, Stadtgalerie Kiel 2013
- ThingWorld: International Triennial of New Media Art, National Art Musuem of China 2014
- Dresden Public Art, Dresden 2014